# Міорица
Міоріца (рум. Miorița) — село у повіті Констанца в Румунії. Входить до складу комуни Чобану.
Село розташоване на відстані 159 км на схід від Бухареста, 72 км на північний захід від Констанци, 82 км на південь від Галаца.

## Населення
За даними перепису населення 2002 року у селі проживали 364 особи, з них 360 осіб (98,9%) румунів. Усі жителі села рідною мовою назвали румунську.